# Islomjon Bahramov
Islomjon Ismoiljon oʻgʻli Bahramov (ur. 17 lipca 1995) – uzbecki zapaśnik walczący w stylu klasycznym. Olimpijczyk z Paryża 2024, gdzie zajął siódme miejsce w kategorii do 60 kg. Brązowy medalista mistrzostw świata w 2023 roku. 
Piąty na igrzyskach azjatyckich w 2018 i 2022. Wicemistrz igrzysk Solidarności Islamskiej w 2017. Złoty medalista mistrzostw Azji w 2019; brązowy medalista w 2018, 2020 i halowych igrzysk azjatyckich w 2017. Trzeci na MŚ juniorów w 2015 roku.